# جايسون باركر (لاعب رماية)
جايسون باركر (بالإنجليزية: Jason Parker)‏ هو لاعب رماية أمريكي، ولد في 27 يونيو 1974.

## وصلات خارجية
- جايسون باركر على موقع الاتحاد الدولي (الإنجليزية)
- جايسون باركر على موقع أوليمبيديا (الإنجليزية)